# パンサー (アルバム)
『パンサー』(PANTHER)はスウェーデンのプログレッシブ・メタル・バンド、ペイン・オヴ・サルヴェイションの11枚目のアルバムである。このアルバムを最後に、ベーシストのグスタフ・イェルムが脱退した。

## 解説
- ヨハン・ハルグレンが2017年にギターに復帰して初のスタジオアルバムである。
- ベーシストのグスタフ・イェルムが参加した最後のアルバムである。なお、グスタフ自身はこのアルバムが発売する前に脱退している。
- 収録時間が53分で、ペイン・オヴ・サルヴェイションの中で一番収録時間が短いアルバムとなった。[1]
- ペイン・オヴ・サルヴェイションの作品の中ではかなり実験的なサウンドが盛り込まれており、ダニエル・ギルデンロウもインタビューでこれを述べている。[2]
- 初回限定特典として、デジパック仕様・ボーナストラック入りCDのバージョンも発売された。なお、2020年現在、日本盤は発売されていない。
- アルバムのラストトラックのクレジットの下部に「To Be Counited…」と書いてあるため、次回作の出る可能性がある。ダニエル・ギルデンロウもインタビューで次回作の存在を匂わせている。[2]

## 収録曲
- 全作詞・作曲Daniel Gildenlöw
  1. "ACCELERATOR"-5:30
  2. "UNFUTURE"-6:45
  3. "RESTLESS BOY"-3:33
  4. "FUR"-7:03
  5. "KEEN TO A FAULT"-6:00
  6. "FUR"-1:33
  7. "PANTHER"-4:10
  8. "SPECIES"-5:17
  9. "ICON"-13:28

### ボーナストラック
- ボーナストラックは12cmCDのサイズで、外側が特殊加工されている。
  1. "PANTHER(Demo)"-4:08
  2. "KEEN TO A FAULT(Demo)"-5:30
  3. "FIFI GRUFFI"-3:31
  4. "UNFOREVER"-2:26